# Никита (дукс)
Никита (д/н — після 629) — державний та військовий діяч ранньої Візантійської імперії.

## Життєпис
Походив зі шляхетської вірменської родини. Син патрикія Григорія. Замолоду розпочав кар'єру у війську. Разом батьком допомагав стрийкові Іраклію в керуванні Африканським екзархатом. У 609 році підтримав повстання проти імператора Фоки. Спільно з батьком Григорієм за наказом Іраклія Старшого рушив на завоювання Киренаїки та Єгипту. Цьому сприяло загальне невдоволення Фокою та перехід на бік заколотників впливового роду Апіонів. До 610 року більшу частину Єгипту було зайнято військами Григорія та Никити, які завдали поразки прихильникам Фоки у битві при Олександрії. Але з Палестини до гирла Нілу висадився Боноз, вірний імператорові, який перейшов у контрнаступ. Але у двох битвах біля Олександрії Никита завдав поразки супротивникові, який вимушений був залишити Єгипет. До літа 610 року увесь Єгипет визнав владу стриєчного брата Никити — Іраклія Молодшого, якого оголосили імператором.
Після остаточної перемоги Іраклія в Константинополі Никита отримує титул патрикія, а також посади дукса Єгипту та августаліса Олександрії, які давали повну владу (військову, цивільну та фінансову) над усім Єгиптом. 610 року сприяв обранню патріархом і папою Олександрійським свого друга Іоанна V. 611 року призначається magister militum в Антіохії. Того ж року завдав поразки персам у битві при Емесі.
У 612 році повертається до Константинополя, де призначається комітом імператорських охоронців (comes excubitorum). Під час відсутності Іраклія обіймав посаду епарха Константинополя. 613 році брав участь у військовому поході під орудою імператора до Сирії, де візантійці зазнали важкої поразки від персів, які згодом зайняли Сирію та Палестину. Втім, Никиті вдалося врятувати християнські реліквії — частину списа Лонгіна та Святу губку. Того ж року Никита намагався організувати оборону Єгипту, але перські війська зламати візантійський опір. Никита разом з патріархом Іоанном V втекли на Кіпр, а звідти на о. Родос.
У 615—616 роках здійснив вдалі спроби примирення монофізитських церков Олександрії та Антіохії. У 619 році призначається екзархом Африки. Остання згадка відноситься до 629 року.

## Діти
- Григорія Анастасія (612 — після 650), дружина Костянтина III, візантійського імператора
- Никита, патрикій
- Григорій, екзарх Африки